# Noel Hill (Hügel)
Der Noel Hill ist ein 255 m hoher und markanter Hügel aus Schiefergestein auf King George Island im Archipel der Südlichen Shetlandinseln. Er ragt auf der Barton-Halbinsel im Westen der Insel auf.
Die Benennung geht vermutlich auf den schottischen Geologen David Ferguson zurück, der King George Island zwischen 1913 und 1914 besucht und die frühere Namensgebung durch Walfänger aufgegriffen hatte. Der weitere Benennungshintergrund ist nicht überliefert.